# Val-et-Châtillon

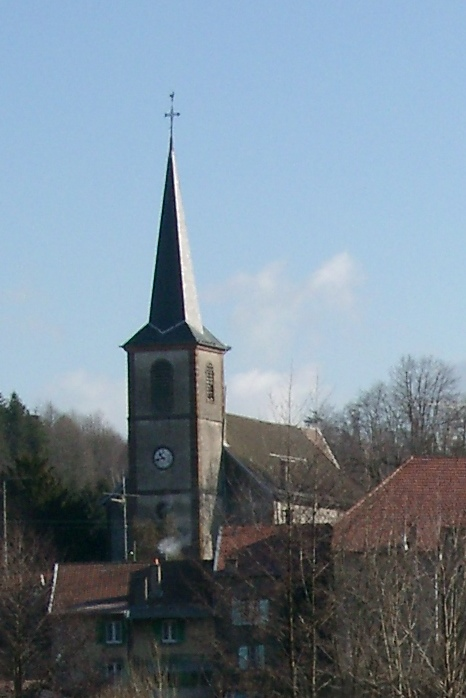
Kirche St. Laurent

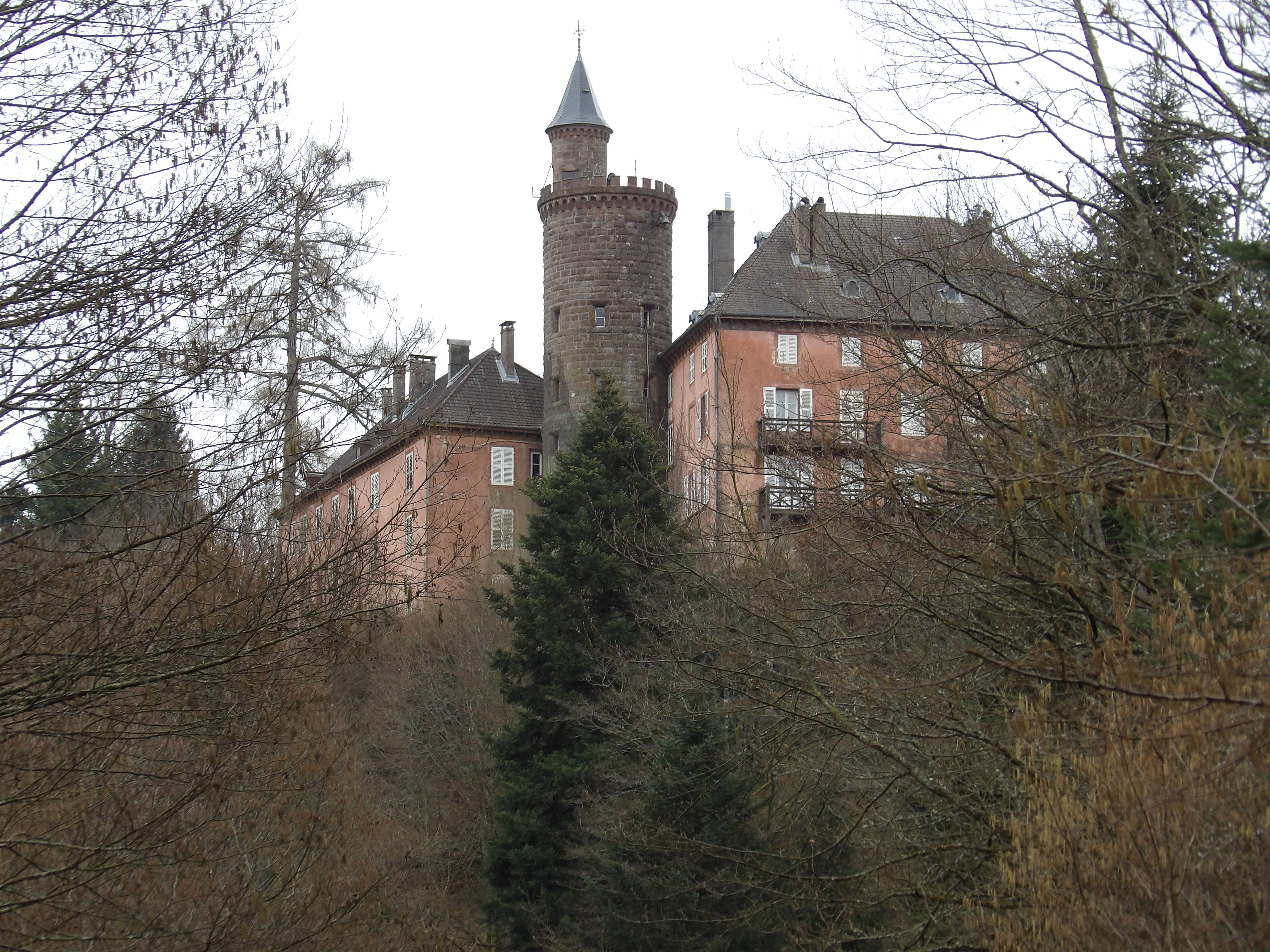
Schloss Châtillon

Val-et-Châtillon ist eine französische Gemeinde mit 557 Einwohnern (Stand 1. Januar 2022) im Département Meurthe-et-Moselle in der Region Grand Est (bis 2015 Lothringen); sie gehört zum Arrondissement Lunéville und zum Kanton Baccarat.

## Geographie
Die Gemeinde liegt an der oberen Vezouze am Rande der Vogesen, etwa 30 Kilometer östlich von Lunéville.

## Geschichte
Leudinus Bodo, Bischof von Toul, gründete um 670 einen Frauenkonvent, dessen erste Äbtissin seine Tochter Thieberga wurde. Das Kloster wurde nach ihm bis ins 13. Jahrhundert hinein Bodonis Monasterium genannt, später dann Bonmoutier. Die Landschaft um das Kloster hieß Val de Bonmoutier, wovon sich der erste im Ortsnamen wiederfindet. 
Der Ort war bis zur Französischen Revolution Sitz der Herrschaft Chatillon an der Vezouze, einer der Lehnsherrschaften des Bistums Metz.

### Bevölkerungsentwicklung
| Jahr      | 1962 | 1968 | 1975 | 1982 | 1990 | 1999 | 2007 | 2019 |
| Einwohner | 904  | 1150 | 1039 | 759  | 675  | 696  | 697  | 578  |

## Persönlichkeiten
- Charles Thomas (1913–1944), Widerstandskämpfer

## Sehenswürdigkeiten
- Kirche St. Laurent
- Schloss Châtillon
- Siehe auch: Liste der Monuments historiques in Val-et-Châtillon